# Loudun
Loudun è un comune francese di 7 416 abitanti, situato nel dipartimento della Vienne nella regione della Nuova Aquitania.

## Loudun nella letteratura, nel teatro e nel cinema
Nel 1952 uscì un libro intitolato I diavoli di Loudun, scritto da Aldous Huxley il quale racconta la storia del processo di Urbain Grandier, prete della città che fu torturato e bruciato al rogo nel 1634. Durante il processo venne accusato di essere alleato con Satana e di aver sedotto un intero convento di monache: l'episodio è considerato da molti studiosi come uno dei casi più sensazionali di possessione di massa e isteria sessuale della storia.
Del processo di Urban Grandier si era precedentemente occupato anche Alexandre Dumas padre nel suo racconto Urban Grandier, inserito all'interno della raccolta Les crimes célèbres, pubblicata nel 1840.
Basandosi sul libro di Huxley, nel 1969, Krzysztof Penderecki ne creò un'opera teatrale con libretto in tedesco dal titolo Die Teufel von Loudun. L'anno seguente, Ken Russell diresse il film I diavoli, anch'esso basato sul libro di Huxley.
Nel 2008 è uscito per la casa editrice francese Soleil un fumetto horror intitolato Loudun ispirato alla medesima vicenda, sceneggiato da Hervé Rusig e illustrato da Paolo Armitano e Davide Furnò. L'opera è stata pubblicata in Italia nel 2009 dalle edizioni BD.

## Società

### Evoluzione demografica
Abitanti censiti